# Isola di Marble
L'isola di Marble (Marble Island) fa parte dell'arcipelago Alexander, nell'Alaska sud-orientale (Stati Uniti d'America). Amministrativamente appartiene alla Census Area di Prince of Wales-Hyder dell'Unorganized Borough. L'isola si trova all'interno della Tongass National Forest.

## Storia
L'isola venne nominata per la prima volta in tempi moderni nel 1904 da E. F. Dickins, dipendente della United States National Geodetic Survey, su richiesta del presidente della "Great American Marble Company" la cui cava si trovava sull'isola. In precedenza l'isola era stata scoperta da R. L. Fox.

## Centri abitati e acessibilità
L'isola è disabitata. Le località più vicine raggiungibili via mare o idrovolante sono: Edna Bay (isola di Kosciusko - Kosciusko Island) e Naukati Bay (isola Principe di Galles - Prince of Wales Island).

## Geografia
L'isola si trova a ovest dell'isola di Orr (Orr Island), mentre a occidente (e a sud) è circondata dallo stretto di Davidson (Davidson Inlet), a nord dalla baia di Tokeen (Tokeen Bay).
 La massima elevazione dell'isola è di 274 metri.

### Masse d'acqua
Intorno all'isola sono presenti le seguenti masse d'acqua (da nord in senso orario):
- Baia di Tokeen (Tokeen Bay)[5] 56°00′20″N 133°24′48″W - La baia separa l'isola di Kosciusko (Kosciusko Island) dall'isola di Marble.
- Canale di Marble (Marble Passage)[6] 55°57′28″N 133°25′37″W - Il canale, lungo 8 chilometri, divide l'isola di Orr (Orr Island) dall'isola di Marble e collega lo stretto di Davidson (Davidson Inlet) con la baia di  Tokeen (Tokeen Bay).
- Canale di White Cliff (White Cliff Passage)[7] 55°54′45″N 133°28′23″W - Il canale divide l'isola di Orr (Orr Island) dall'isola di White Cliff (White Cliff Island) e collega lo stretto di Sea Otter (Sea Otter Sound) con lo stretto di Davidson (Davidson Inlet).
- Stretto di Davidson (Davidson Inlet)[8] 56°03′00″N 133°28′59″W - Lo stretto separa l'isola di Kosciusko (Kosciusko Island) dall'isola di Marble.

### Isole limitrofe
L'isola di Marble è circondata da molte isole minori. Alcune di queste sono indicate nel seguente elenco.
- Isola di Scott (Scott Island)[9] 55°59′30″N 133°22′05″W - L'isola, lunga circa 1500 metri, si trova all'entrata nord del canale di Marble (Marble Passage).
- Isola di Dove (Dove Island)[10] 55°54′50″N 133°28′01″W - L'isola, lunga circa 160 metri, si trova tra l'isola di White Cliff (White Cliff Island) e l'isola di Orr (Orr Island).
- Isola di White Cliff (White Cliff Island)[11] 55°54′39″N 133°29′13″W - L'isola, lunga circa 1500 metri e con una elevazione di 80 metri, si trova a sud-ovest dell'isola.